# Iván Zamorano
Iván Luis Zamorano Zamora (født 18. januar 1967) er en tidligere chilensk fodboldspiller. Som ungdomspiller spillede han i angrebet for Cultural Villa México og Benito Juárez. Derefter spillede han sig på 1. holdet i Benito Juárez, og underskrev sin første professionelle kontrakt. Efter otte sæsoner i denne mindre klub blev han solgt for 35.000 pesos til Deportes Cobresal, fra en øde region ved navn El Salvador. Zamorano spillede for Deportes fra 1986 til 1988, og scorede imponerende 35 mål i 29 kampe.
Efter at have overbevist i den chilenske liga tiltrak hans præstationer opmærksomhed fra Europa. Bologna lagde pengene på bordet, og lokkede det unge talentet over Atlanterhavet. Opholdet blev dog en gigantisk skuffelse, og Zamorano fik aldrig spilletid i ligaen. Derfor blev han solgt videre til schweiziske klub St. Gallen. Zamorano spillede i den klubben fra 1988 til 1991, og scorede 33 mål i 56 kampe.
Denne præstation lagde mange større klubber mærke til, og i 1992 blev Zamorano blev købt af selveste Real Madrid. Efter en noget turbulent start blev han efterhånden fast mand på holdet, og var en pålidelig målscorer i flere sæsoner. I 1995, under træner Jorge Valdano, Zamorano hjalp Real Madrid med at vinde den spanske liga ved at score 27 mål i sæsonen; herunder fire mål mod FC Barcelona. Dette blev han belønnet med Pichichi Trofæet, da han var sæsonens topscorer. Dette år dannede han et meget effektivt samarbejde med Michael Laudrup. I 1992-93 og 1994-95 sæsonerne blev han kåret med EFE Trofæet, som gives til den bedste sydamerikanske spiller i La Liga hvert år af det spanske nyhedsaberu EFE. Zamorano optrådte for Real Madrid i 137 kampe og scorede 77 mål i løbet af sine fire sæsoner. Herefter skiftede han til italienske Internazionale.
I 2001 tog han vestover igen, og rejste tilbage til Sydamerika. Han spillede for América, før han afsluttede den flotte karrieren i yndlingsklubben Colo Colo. 
Zamorano indstillede sin professionelle karriere 2004. Han spillede 69 landskampe for Chile og scorede 34 mål.